# Pointe Maury
Pour les articles homonymes, voir Maury.
La pointe Maury (en espagnol punta Mauri) est un sommet des Pyrénées situé sur la frontière franco-espagnole entre les Hautes-Pyrénées, en région Occitanie, et la province de Huesca, dans la communauté d'Aragon, qui culmine à 2 840 ou 2 831 mètres d'altitude dans le massif de Batchimale.

## Géographie
Elle est située entre le département des Hautes-Pyrénées en vallée du Louron dans le vallon d'Aygues Tortes sur la commune de Loudenvielle et la vallée de Chistau en Espagne.

### Topographie
Elle est située au sud des Grauès de Clarabide, à l'est du pic de la Madère à l'ouest du col Maury, au nord-est du pico de la Madera (pic du Bois) en Espagne.

### Hydrographie
Le sommet délimite la ligne de partage des eaux entre le bassin de la Garonne côté nord, qui se déverse dans l'Atlantique, et le bassin de l'Èbre, qui coule vers la Méditerranée côté sud.

## Voies d'accès
Côté français on peut y accéder au départ du pont du Prat à la centrale hydroélectrique de Tramezaygues, il faut traverser les gorges de Clarabide par un chemin très escarpé jusqu'à la construction d'un chemin plus sûr construit par les Ponts et Chaussées, et rejoindre le refuge de la Soula. De là prendre le sentier le long de la Neste de Clarabide jusqu'au lac de Pouchergues jusqu'à la bifurcation de la cabane de Prat Caseneuve vers le port de Clarabide à l'est de la pointe.

## Protection environnementale
Le sommet fait partie d'une zone naturelle protégée, classée ZNIEFF de type 2 : vallée du Louron.